# Entandrophragma spicatum
Entandrophragma spicatum es una especie de árbol perteneciente a la familia Meliaceae. Es originaria de África.

## Descripción
Es un árbol de hoja caduca que alcanza los 9 m de altura. Con la corteza rugosa, con descamación. Foliolos  en 3-7 pares, con hasta 110 x 70 mm, en términos generales oblongas u oblongo-obovadas. Inflorescencia densamente peluda, aparece precoz o con las hojas. El número cromosómico: 2n = 72 (Angola).

## Distribución y hábitat
Se encuentra en el sur de Angola y el norte de Namibia, donde es un árbol emergente de matorrales y bosques, sobre todo en suelos arenosos profundos. 

## Taxonomía
Entandrophragma angolense fue descrita por  (C.DC.) Sprague y publicado en Hooker's Icon. Pl. 31: sub t. 3023, in obs. 1915
Sinonimia
- Entandrophragma ekebergioides (Harms) Sprague
- Wulfhorstia ekebergioides Harms
- Wulfhorstia spicata C. DC.[3]